# 2859 Paganini
2859 Paganini eller 1978 RW1 är en asteroid i huvudbältet som upptäcktes den 5 september 1978 av den rysk-sovjetiske astronomen Nikolaj Tjernych vid Krims astrofysiska observatorium på Krim. Den har fått sitt namn efter den italienske violinisten och tonsätaren Niccolò Paganini.
Asteroiden har en diameter på ungefär 4 kilometer.